# Economia d'Alemanya
Alemanya és una de les economies de mercat més desenvolupades del món. És la tercera economia més gran del món, en termes del Producte Intern Brut calculat basant-se en les taxes de canvi euro-dòlar, i la cinquena basant-se en la paritat de poder adquisitiu. És l'economia més gran d'Europa. L'acompliment recent, però, no ha estat dinàmic, i l'economia alemanya ha estat marcada per la seva vulnerabilitat als xocs externs, als problemes estructurals interns, i les dificultats relacionades amb la Reunificació alemanya.
Els alemanys descriuen llur sistema econòmic com a "economia de mercat social". El govern proveeix una xarxa extensa de serveis socials. Encara que el govern intervé en l'economia per mitjà de l'aplicació de subsidis en alguns sectors específics i en el control d'algunes empreses públiques, la competència i el lliure mercat són promoguts com a política econòmica.
L'economia d'Alemanya s'ha convertit en una de les economies amb menor creixement de la zona euro, i no es preveu cap canvi en el futur. El creixement durant el període de 2001-2003 va ser menor a l'1%, va incrementar-se a l'1,7% el 2004 però, va caure al 0,9% el 2005. La modernització i la integració de l'economia de l'Alemanya Oriental encara continuen, amb una transferència de la regió occidental cap a la regió oriental de $70 mil milions de dòlars. La població alemanya, que continua envellint, en combinació amb l'alta taxa d'atur, ha pujat els nivells de seguretat social sobre el nivell de les contribucions dels treballadors. Les estructures del mercat laboral són rígides la qual cosa ha contribuït a l'agreujament de la taxa d'atur. La caiguda en la renda percebuda pels impostos i l'augment de les despeses han incrementat el dèficit sobre el límit del 3% estipulat per la Unió Europea.
A causa de la crisi econòmica de finals de la dècada del 2000, Alemanya va aprovar en juny del 2010 el pla d'austeritat més sever des de la Segona Guerra Mundial amb l'objectiu d'estalviar 80.000 milions d'euros.

## Indicadors econòmics

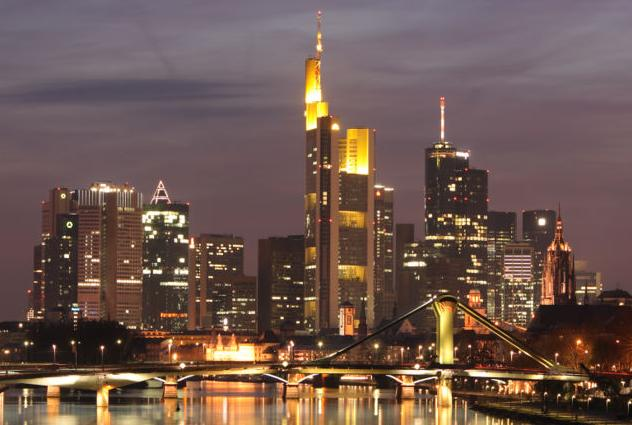
Frankfurt, centre financer

Durant la Segona Guerra Mundial es va destruir bona part de la infraestructura del país. Amb els esforços de reconstrucció que van seguir al fi de la guerra, la indústria i amb això l'economia del país es van desenvolupar ràpidament, donant lloc al fenomen històric conegut com a "miracle alemany". La qualitat dels productes alemanys mai va perdre el seu renom a escala mundial, i la nació es va imposar en menys d'una dècada com a primera potència econòmica d'Europa, posició que conserva fins avui. Alemanya és focus de riquesa i això es reflecteix en la creixent economia del centre d'Europa. Amb una infraestructura de carreteres àmplies i un bon nivell de vida, Alemanya és un dels països més industrialitzats del món.
Alemanya és l'economia més gran d'Europa i la tercera més gran del món segons el seu Producte interior brut (PIB). L'economia va créixer 2,8% el 2006, i espera un creixement similar els pròxims anys. Des de l'era de la industrialització el país ha estat un motor, innovador i beneficiari de l'economia global. Alemanya és la primera potència exportadora del món amb 1.333 bilions de dòlars de béns exportats el 2006, incloent-hi les exportacions als països de la zona euro, i genera un superàvit de 165.000 milions d'euros. El sector terciari contribueix amb el 70% del PIB, la indústria amb el 29,1% i l'agricultura amb el 0,9%. La majoria dels productes de l'Estat són productes d'enginyeria, principalment automòbils, maquinària, metalls i químics. Alemanya és el primer productor mundial de turbines de vent i d'equip d'energia solar. Les fires i congressos de comerç internacional més grans del món es realitzen a Alemanya, a les ciutats de Hannover, Frankfurt i Berlín.
De les empreses més grans que cotitzen en borses, 37 són alemanyes. Les deu més grans són Daimler, Volkswagen, Allianz, Siemens, Deutsche Bank, E.ON, Deutsche Post, Deutsche Telekom, Metro i BASF.
Alemanya advoca per una integració econòmica i política major per a Europa, i les seves polítiques comercials són cada vegada més, determinades pels acords entre els membres de la Unió Europea. Alemanya fa ús de la moneda única europea, l'euro i la seva política monetària és establerta pel Banc Central Europeu, la seu del qual és a Frankfurt. Després de la Reunificació alemanya el 1990, l'estàndard de vida i la renda anual encara és major a l'oest del país. La modernització i integració d'Alemanya Oriental encara està en procés, que s'espera que acabi el 2019, amb transferències monetàries anuals de l'oest a l'est estimades en 80.000 milions de dòlars. La taxa d'atur ha disminuït constantment des del 2005, i va a arribar a un mínim que no s'havia vist des de fa 14 anys, del 8,1%. L'últim govern del canceller Gerhard Schröder va implementar una sèrie de reformes extenses del mercat laboral i de les institucions de benestar. El govern actual ha mantingut una política fiscal restrictiva, va reduir el nombre d'empleats del sector públic per tal d'aconseguir un pressupost balancejat el 2008.

## Infraestructura

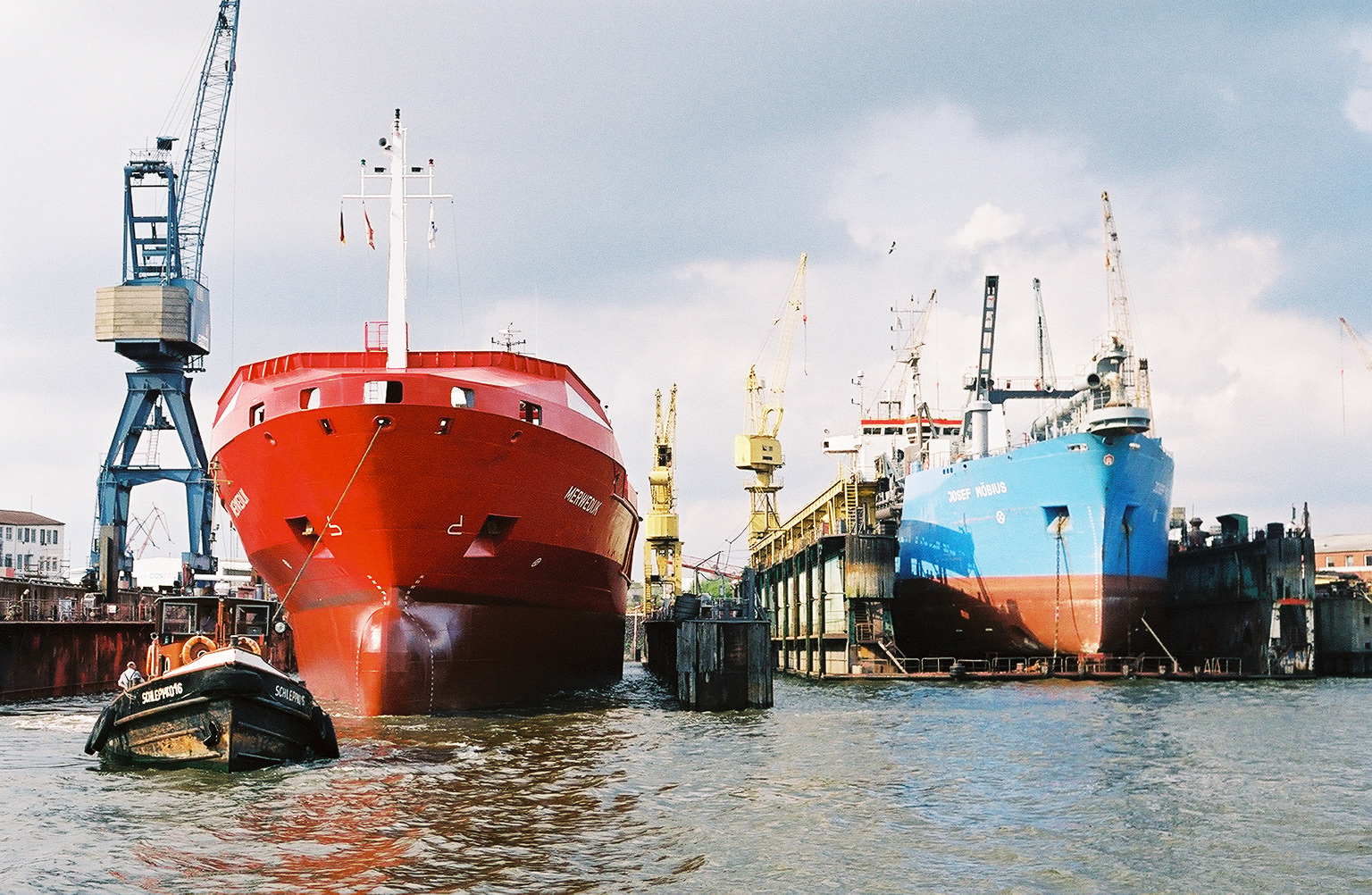
El port d'Hamburg és el segon port més gran d'Europa i el novè més gran del món

El 2002, Alemanya fou el cinquè consumidor més gran d'energia, i dos terços de la seva energia primària es van importar. El mateix any, Alemanya va ser el consumidor més gran d'electricitat d'Europa; el consum d'electricitat de l'any va ser de 512.900 milions de quilowatts-hores. La política del govern emfatitza la conservació i el desenvolupament de fonts d'energia renovable, com ara l'energia solar, l'energia eòlica, la biomassa, l'energia hidràulica i l'energia geotèrmica. Com a resultat de les polítiques de conservació d'energia, l'eficiència energètica—la quantitat d'energia requerida per a produir una unitat de Producte interior brut—ha millorat des del començament de la dècada de 1970. El govern s'ha posat com a meta proveir la meitat de les demandes energètiques amb fonts renovables el 2050. El 2000, el govern i la indústria d'energia nuclear d'Alemanya van acordar eliminar les plantes nuclears el 2021. Tanmateix, l'energia renovable encara té un paper modest en el consum d'energia. El 2006, el consum d'energia es va satisfer amb les següents fonts: petroli (35,7%), carbó, incloent-hi lignit (23,9%), gas natural (22,8%), nuclear (12,6%), hidràulica i eòlica (1,3%), altres (3,7%).
Amb una posició cèntrica a Europa, Alemanya és un centre de transportació important, amb una xarxa de transportació densa i moderna. La xarxa d'autopistes (Bundesautobahn) és la tercera més extensa del món. Alemanya també ha establert una xarxa policèntrica de trens d'alta velocitat. El InterCityExpress (ICE) connecta les ciutats més importants d'Alemanya i algunes ciutats dels Estats veïns. La velocitat del tren varia de 160 a 300 km/h i és el més avançat del Deutsche Bahn.